# Orplid Frankfurt
Der Orplid Frankfurt e.V. ist ein deutscher Familien-, Sport- und FKK-Verein mit Sitz in der hessischen Stadt Neu-Isenburg im Landkreis Offenbach. Er ist Mitglied im Deutschen Verband für Freikörperkultur.

## Abteilungen

### Volleyball
Zur Saison 1979/80 stieg die erste Volleyball-Mannschaft der Männer aus der Regionalliga in die 2. Bundesliga auf. Hier wurde gleich eine fast perfekte Saison gespielt und mit 32:2 Punkten stieg man als erster der Süd-Staffel direkt noch einmal auf. Am Ende der ersten Saison in der Bundesliga platzierte sich das Team mit 6:30 Punkten auf dem achten Platz. Nach der Folgesaison reichte es nur noch mit 12:24 Punkten für den neunten Platz, womit man schließlich wieder absteigen musste.
Zurück in der 2. Liga Süd gelang anschließend in der Spielzeit 1982/83 mit 34:2 Punkten direkt wieder Meisterschaft und damit auch der Wiederaufstieg. Zurück in der höchsten Spielklasse verlief es jedoch noch wieder schlecht und man stieg mit 10:26 Punkten als Tabellenletzter nach der Saison 1983/84 wieder ab. Nach vier weiteren Spielzeiten in der 2. Liga Süd wurde  die Mannschaft 1988 erneut Meister und wechselte nach dem Bundesliga-Aufstieg zu Eintracht Frankfurt.